# Espace urbain de Ploërmel
L'espace urbain de Ploërmel est un espace urbain français constitué autour de la ville de Ploërmel, dans le département du Morbihan. Par la population, c'est le 95e (numéro Insee : 4T) et avant-dernier espace urbain avant celui de Bourg-Saint-Maurice. En 1999, sa population était de 10 090 habitants pour une superficie de 85,45 km2.

## Caractéristiques
D'après la délimitation établie par l'Insee en 1999, c'est un espace urbain unipolaire qui ne comporte donc pas de communes multipolarisées et qui est identique à l'aire urbaine de Ploërmel : 4 communes dont 1 commune urbaine (Ploërmel) et 3 communes rurales monopolarisées.